# 雪婆

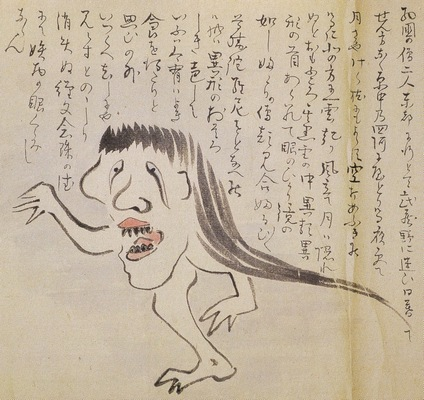
雪姥 （『ばけもの絵巻』）

雪婆（ゆきんば、ゆきばんば）とは、愛媛県北宇和郡吉田町（現・松野町）などに伝わる妖怪である。
愛媛では「ゆきんば」といい、雪の降る時期に現れる一本足の老婆とされ、歩くと雪の上に一本足の足跡を残すという。子供をさらうともいい、この時期には吉田町の人々は、子供を外出させないように注意を払っていた。
明治時代の作といわれる妖怪絵巻『ばけもの絵巻』（作者不詳）では「雪姥」とされる。それによれば、かつて奥越の松の山なる地方で、2月頃にある者が雪の降る麦畑を歩いていると、自分を呼びとめる女の声が聞こえた。見ると、乱れ髪の一本足の雪姥が現れ、襲いかかろうとしてきた。彼は必死に逃げ、やがて雪が晴れるとともに雪姥は消えたという。
また、山梨県西八代郡の旧上九一色村でも「ゆきばんば」といって、晩秋の曇った夕方に「しろつこ」という小さい羽虫が飛ぶと、雪婆が近くの山まで来ている兆しだといわれた。